# Romulus Gabor
Romulus Gabor (Pui, 14 de outubro de 1961) é um ex-futebolista romeno que competiu no Campeonato Europeu de Futebol de 1984.
Por clubes, defendeu por mais tempo o Corvinul Hunedoara, entre 1978 e 1991 e entre 1994 e 1996. Somando as duas passagens, o atacante realizou 350 jogos e marcou 83 gols. Sua fidelidade ao Corvinul era tanta que ele esnobou propostas de Steaua e Dínamo, os maiores clubes de seu país. Defendeu ainda Diósgyőri VTK, Universitatea Cluj, Unirea Alba Iulia e Inter Sibiu, onde encerrou sua carreira em 1997.
Com a seleção romena, Gabor disputou 35 jogos entre 1981 e 1986. As sucessivas lesões inviabilizaram uma presença mais frequente do jogador após este último ano, não sendo mais convocado desde então.